# Capão Alto
Capão Alto là một đô thị thuộc bang Santa Catarina, Brasil. Đô thị này có diện tích 1335,28 km², dân số năm 2007 là 3210 người, mật độ 2,4 người/km².